# Liste des princes d'Iskorosten
 (mars 2022).
Si vous disposez d'ouvrages ou d'articles de référence ou si vous connaissez des sites web de qualité traitant du thème abordé ici, merci de compléter l'article en donnant les références utiles à sa vérifiabilité et en les liant à la section « Notes et références ».
Voici la liste des princes d'Iskorosten, en Russie.

## Princes d'Iskorosten
- 972-977 : Oleg d'Iskorosten, fils du roi Sviatoslav Ier de Novgorod
- 988-1015 : Sviatoslav d'Iskorosten, fils du grand-prince Vladimir Ier de Kiev